# 沖縄県立名護高等学校
沖縄県立名護高等学校（おきなわけんりつ なごこうとうがっこう、英: Okinawa Prefectural Nago Senior High School）は、沖縄県名護市大西五丁目にある公立の高等学校。

## 校訓
知性、感性、個性
- 一 知性を研こう 「Intelligence」 知識を知恵に変え、たくましく生きていく人間の育成を目指します
- 一 感性を鍛えよう「Sensibility」 心身の鍛練を通して感性の世界を深める人間の育成を目指します
- 一 個性を育てよう 「Personality」 個性を育成し、集団の発展に貢献する人間の育成を目指します

## 沿革

### 戦前
沖縄県立第三高等女学校
- 1920年 - 国頭郡各村組合立実科高等女学校として創立（当初は国頭郡各村組合立実習補助学校だったが、認可時に改称）
- 1924年 - 国頭高等女学校に改名
- 1930年 - 沖縄県立第三高等女学校に改名

沖縄県立第三中学校
- 1928年 - 沖縄県立第三中学校開校

### 戦後
- 1946年1月24日 - 田井等高等学校として開校
- 1948年8月3日 - 校名を名護高等学校に改名
- 1960年4月5日 - 定時制課程を設置
- 1982年4月1日 - 校地を大南から現在地に移転。全日制商業科及び定時制商業科を沖縄県立名護商業高等学校へ分離独立

## 設置学科
全日制

- 普通科
- フロンティア科[1]（旧 特進クラス）

## フロンティア科
- フロンティア精神（開拓精神・進取の気性）

- フロンティア科は進学をさらに強化するために、特進クラスよりもさらに質の高い教育課程を編成し、また海外研修や高大連携等を推進するなど、一段高い進学に特化した学科である。
- 早朝講座
- 夏季講座
- 週に4日間 7校時

普通クラスに比べおよそ300時間以上年間授業数が多いのが特徴である。
- 文系探究科では、英語・数学・国語・社会の授業が充実していて、2年生では「時事英語・スペイン語・中国語・韓国語」の中からひとつを選択することができる。
- 海外研修
- 行き先 カナダ

4泊6日の日程で、他国文化に直に触れ、さらに他国への関心を高めることによって、その体験を将来の進路につなげて考える力をつけさ せることを目的に実施。フロンティア科は全員参加。
ブリテッシュコロンビア大学、ラングレー高校などを訪問し、ホームステイを経験する。
※ 平成27年、平成28年入学者は2学年の11月実施。研修場所はカナダ（バンクーバー近郊）。課題研究（理系）と文系探究（文系）を通して探究心やプレゼンテーション能力の育成を図っている。
- フロンティア科設置は県内初

## 進学先
- 県内外の国公立大学
- 私立大学

（少数ではあるがアメリカの州立大学など海外への進学者もいる）

## 普通科
- 海外研修

海外研修は希望者のみ
令和元年は台湾へ海外研修。

## 部活動
- ラグビーフットボール部：全国高等学校ラグビーフットボール大会に沖縄県勢として最多出場、ベスト16の最高成績を残している（第86回大会、第93回大会、第103回大会）。
- 野球部：春1回・夏1回甲子園に出場している。いずれも沖縄返還年である1972年の出場で、返還（5月15日）後の開催となる夏（第54回）では甲子園の土を初めて沖縄県へ持ち帰っている[2]。

## 通学
寮生は自転車や徒歩での通学。

## 著名な出身者
- 東江康治 - 名桜大学初代学長、琉球大学第11代学長(1984~1990年)
- 東江平之 - 名桜大学第2代学長
- 宮里政玄 - 国際政治学者、琉球大学名誉教授
- 岸本司 - 映画監督、脚本家
- 北島角子 - 役者、旭日双光章受章俳優
- 金城佑 - ラグビー選手
- 名嘉翔伍 - ラグビー選手
- 濱里耕平 - ラグビー選手
- 濱里周作 - ラグビー選手
- 濱里祐介 - ラグビー選手
- 與儀真哉 - ラグビー選手
- 東恩納寛太 - ラグビー選手
- 永野光也 - ラグビー選手
- 城間盛雅 - プロ野球選手 (阪急ブレーブス 現オリックス・バッファローズ)
- 川上好久  - 沖縄県副知事、沖縄振興開発金融公庫理事長
- 仲程倫由 - 元内閣府沖縄総合事務局次長、元内閣府大臣官房参事官、沖縄美ら島財団参与
- 新垣邦男 - 衆議院議員、沖縄伝統空手道振興会理事長、社会民主党副党首兼国会対策委員長兼政策審議会長
- 渡具地武豊 - 沖縄県名護市長、名護市議会議員
- 岸本洋平 - 沖縄県名護市議会議員、名護青年会議所理事長、名護市議会経済建設常任委員長
- 嘉陽宗一郎 - 沖縄県名護市議会議員
- パッション屋良 - 芸人 堀越高等学校へ転校
- いさお名ゴ支部 - 芸人 ローカルタレント
- 島袋仁太-YouTuber

## 参考
沖縄県立高等学校編成整備計画
名護高等学校公式HP

## その他
1982年に現在地へ移転後、大南の旧高校跡は旧校舎が沖縄県北部合同庁舎の仮庁舎として1990年頃まで使用されたあと解体され、同じ場所に1993年現庁舎が完成。一方旧体育館は名護市へ移管され、現在は、建物の老朽化より解体され、駐車場になっている（近くにある21世紀の森体育館とは別、また名桜大学開学時の最初の1年間は学内体育館がなかったため、体育講義などは主に市営体育館を使用していた）。
2008年に創立80周年記念事業の一環としてワゴン車などが贈呈され、部活動などに活用している。